# Norman Casmir
Norman Casmir (ur. 16 października 1930 we Frankfurcie nad Menem, zm. 15 lutego 1998 w Blindenmarkt) – niemiecki szermierz. Uczestnik Igrzysk Olimpijskich w 1952 w Helsinkach. Na igrzyskach brał udział w turnieju indywidualnym i drużynowym florecistów. W każdym z nich odpadł w drugiej rundzie. Był synem niemieckiego szermierza, medalisty olimpijskiego Erwina Casmira, który był bratankiem Gustawa Casmira, również szermierza medalisty olimpijskiego. W 1953 i 1956 był mistrzem Niemiec we florecie.